# 世韩
世韩（韓語：새한그룹）是由李昌熙于1973年成立的一个韩国财阀。其生产学生制服、录像带、录音带和氨纶（纺织材料），但由于不合理的扩张，世韩在1997年韩国请求国际货币基金组织的救助后被出售或清算并解散。

## 成立
世韩集团是由三星集团的创始人李秉喆的次子李昌熙创立，李永子总裁和李在宽副总裁是其夫人和长子。
1967年，李昌熙离开三星集团时，建立了世韩集团。1973年，他将世韩综合开发、世韩水泥等结合在一起，并成立了世韩集团。但1991年因患血癌突然去世后，在花旗银行首尔分行工作的副总裁李在宽继承了世韩集团的股份，并得到了三星集团拥有的第一合股股份，从而于1995年完全离开了三星集团。
1997年，以拥有12个分公司的企业界排名第20位的中坚集团正式成立了“世韩集团”。不料，由于亚洲金融危机，世韩于2000年正式解散。

## 集团经营不善的原因
世韩在从三星分离出来形成集团之后，根据当时的景气状况，立即展开了大规模的事业扩张。世韩从90年代中期开始在龟尾工厂数年间投资1万亿韩元，但纤维/胶片事业的萧条，给集团的未来产生不利影响。
从三星集团分离臭氧洞顺差，遵守这一合纤的第一换成世韩㈜后,直到1998年龟尾第2工厂的化学纤维胶片部门，投入了1兆韩元，增加设备投资等金融费用增加了像滚雪球般越滚越大。但由于市场萧条价格下跌，1999年日本东丽以6000亿韩元的低价出售了该部门。
另外，世韩自1997年以后，为了具备“集团形象”，将与主力部门无关的行业的分公司原封不动地拖走，忽视了结构调整，而世韩“章鱼发”则超过了10多个，其中包括造景事业的“shinyoung indstrey”、混凝土制造业的“世韩水泥”、运输业的“世韩Logis”等。
在录像带事业的增长性较高的判断下，“世韩媒体”也在曾是市场顶点的1995年展开了大规模设备投资，但由于录像带产业的饲养化及微不足道的营业业绩，加重了集团的困难。特别是世韩电信、世韩信息系统MP3事业等其他子公司也没能创造出特别的利润，加重了集团的亏损。
世韩的最大股东李在宽拥有世韩股份的16.15％，世韩媒体的1.38％股份以及世韩媒体的23.58％，使这位副董事长成为世韩媒体的自然股东。该集团成立后，这位副主席占据了全部权力并掌握了全部权力。 
在辞退前副总裁韩亨洙的同时，对引发意见冲突的管理人员进行了整顿，并于1999年追究经营恶化的责任，辞退了全体管理人员的30%，但仍然保住了自己的位置。

## 重组
由于世韩在金融市场上正在经历资金困难的消息不断扩散，部分综合金融公司出现了回收资金的征兆，因此在2000年5月12日的理事会上，决定进行结构调整。
5月16日，崔正德总经理通过正式发表，决定将12个分公司减少到3个，并通过出售麻浦公司建筑物和庆山工厂地皮等分公司的股份及资产等方式筹集5000亿韩元的资金。
但是，为了克服危机的意愿，已采取措施，例如任命一名工作人员和转让管理权，但并非所有人都未能解决对市场的不信任。而不是实际管理公司，负责的副主席李在钧试图行使控制权。 
最后，世韩集团和世韩媒体在2000年5月18日申请重组。最终，该申请被批准并启动，所有关联公司将被出售或清算。 